# Jackrussellterriër
De jackrussellterriër is een door de FCI erkend hondenras. Het ras is ontstaan uit de huidige Parson Russell-terriër. Dominee John "Jack" Russell is de naamgever en eerste fokker van deze jachthond.

## Oorsprong van het ras
De jackrussellterriër is een sterke, voor de mens werkende terriër, die oorspronkelijk werd gefokt om de vos en das uit hun hol te jagen tijdens de jacht, zodat de foxhounds de vos konden vangen. Gedurende lange tijd heeft men in Groot-Brittannië, het land van oorsprong, niet mee willen werken aan raserkenning, omdat men bang was dat de werkeigenschappen van deze hond verloren zouden gaan en het dier een showhond zou worden, zoals met veel andere hondenrassen is gebeurd. Uiteindelijk is de erkenning via Australië, een kroonkolonie van Groot-Brittannië, tot stand gekomen.

## Raskenmerken

### Algemeen
Tot 1999 was het toegestaan dat er hoogbenige en normaalbenige jackrussells uit een nest kwamen; sindsdien wordt de hoogbeen nu parson-jackrussellterriër genoemd. De parson-jackrussellterriër is 'vierkanter van bouw', dat wil zeggen van de zijkant gezien even lang als de schoft hoog is en ranker. De vacht van beide rassen is ruw, glad of broken, een tussenvorm. Het belangrijkste kenmerk van de jackrussellterriër is de overwegend witte vacht. De kleur van het dier is overwegend wit met eventueel zwarte en/of tankleurige aftekeningen. Het tan (kastanjekleurig) kan variëren van licht tot zeer warm van kleur.

### Schofthoogte
De hond moet langer dan hoog zijn en de ideale schofthoogte is 25-30 centimeter. Belangrijk is verder dat de borstkas van de hond vlak achter de voorpoten omspanbaar is met twee handen van gemiddelde grootte, wat een omtrek van 40-43 centimeter betekent. Het gewicht van de hond is ongeveer 1 kilo voor elke 5 cm schofthoogte, waardoor de ontwikkelde spieren duidelijk onder de huid van schouders en achterhand zichtbaar zullen zijn. In Nederland wordt er (door de zogenaamde 'broodfokkers') nog veel zonder stamboom gefokt; deze honden voldoen echter vaak niet aan de rasstandaard. Ook worden er allerlei kleursoorten aangeboden zoals 'Black and tan', dit zijn echter vaak kruisingen met teckel- of andere hondensoorten.

### Karakter
Jackrussellterriërs hebben een lief, vrolijk, intelligent, levendig, onverschrokken, speels, enigszins koppig en temperamentvol karakter. De jackrussellterriër kan over het algemeen goed opschieten met kinderen en andere huisdieren, waaronder honden.

### Gezondheid
Over het algemeen zijn Jack Russells gezonde dieren die een relatief hoge leeftijd kunnen bereiken. Wel zijn ze gevoelig voor de erfelijke aandoening "patellaluxatie" waarbij de knieschijf verschuift. De pijnlijke klachten kunnen vaak geheel verholpen worden door een chirurgische ingreep.

## Galerij

Afbeeldingen
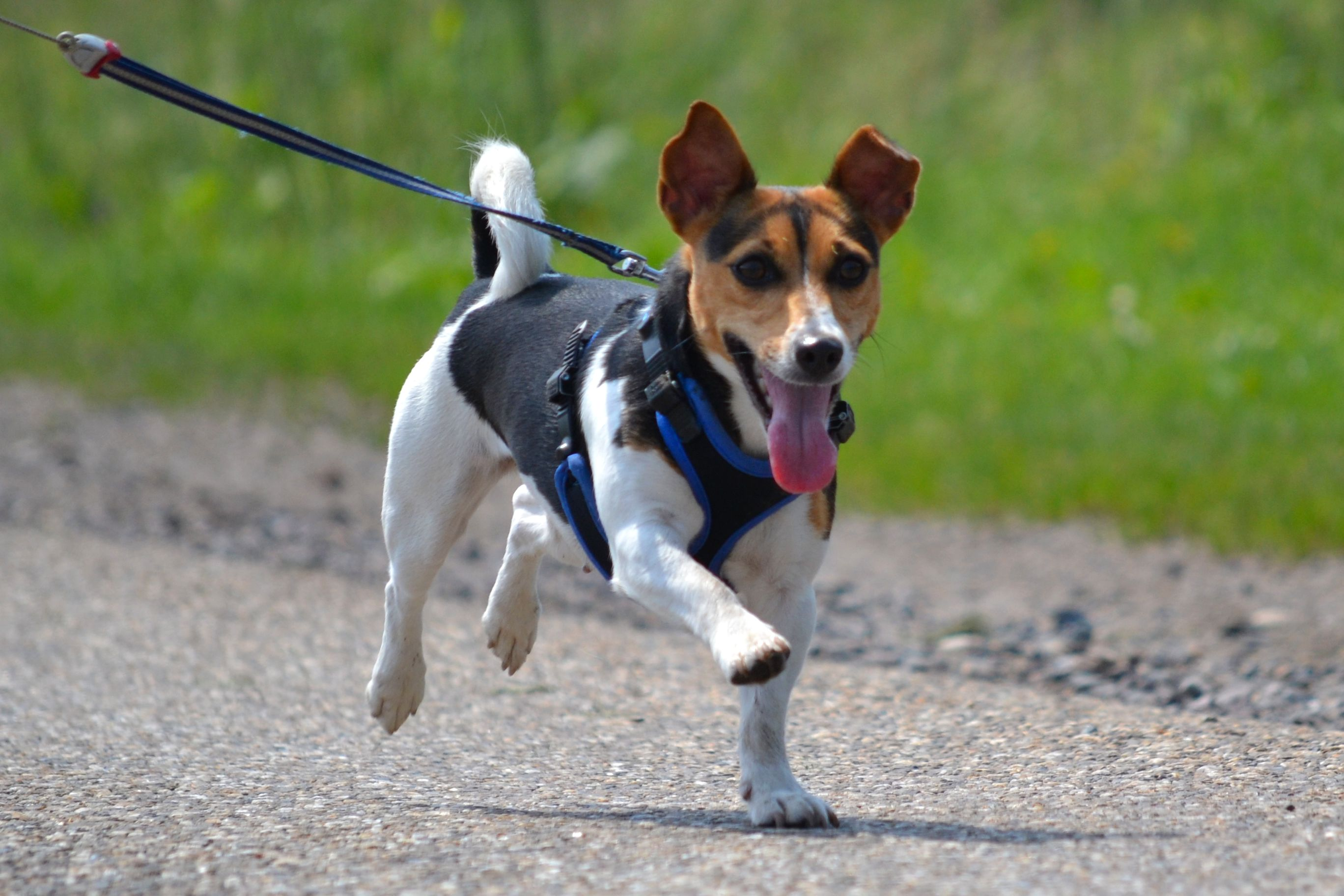
Gladharige Jack Russell Terriër in actie
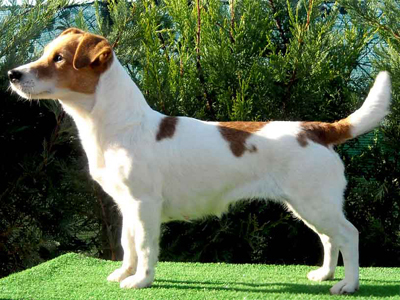
Ruwharige jackrussellterriër
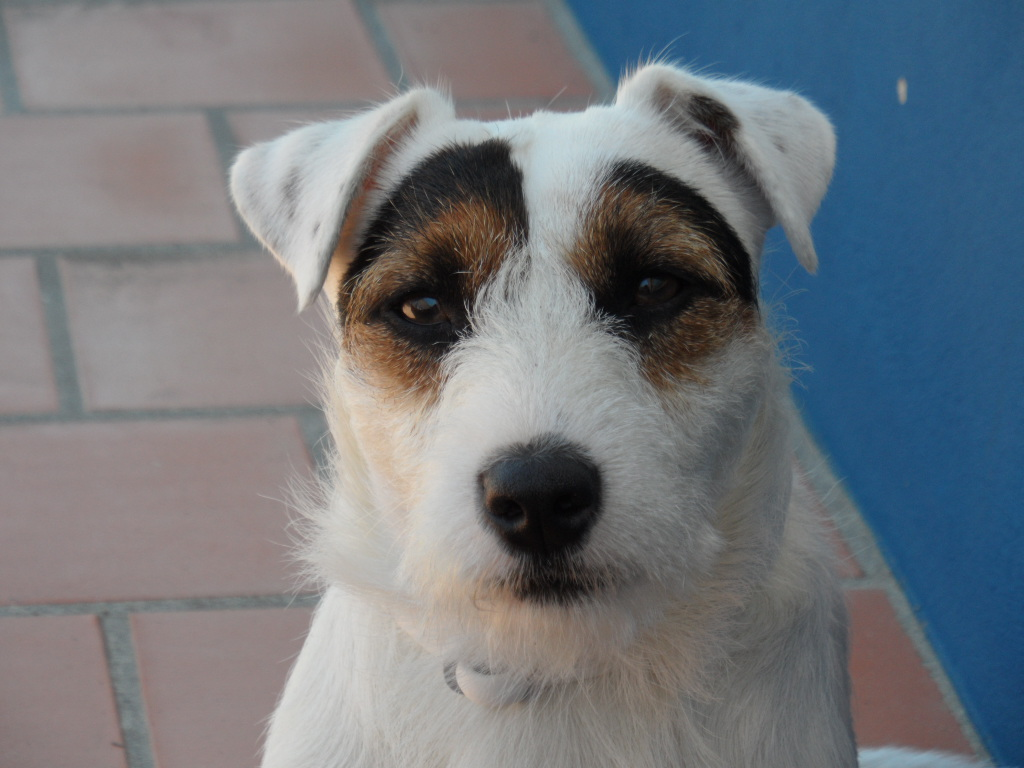
Vooraanzicht jackrussellterriër
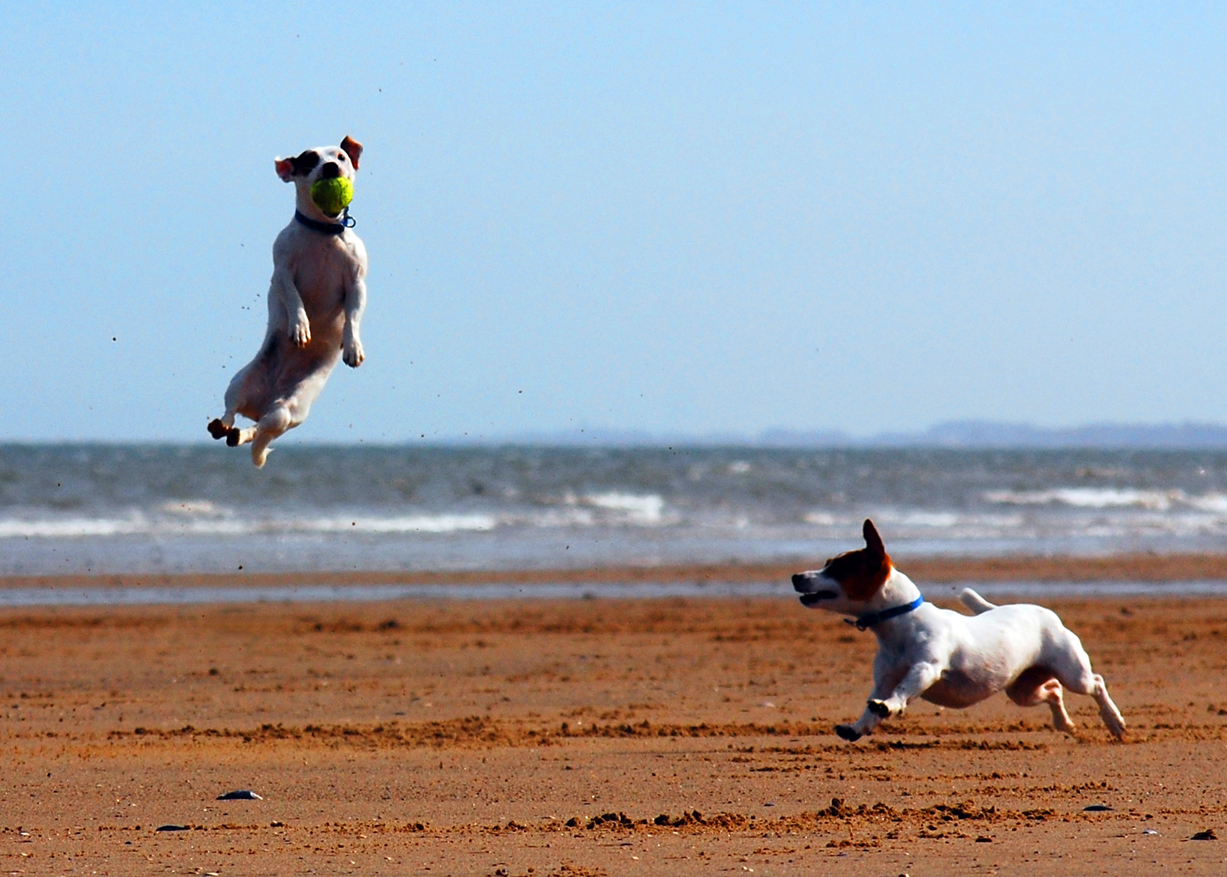
Jackrussellterriërs op het strand
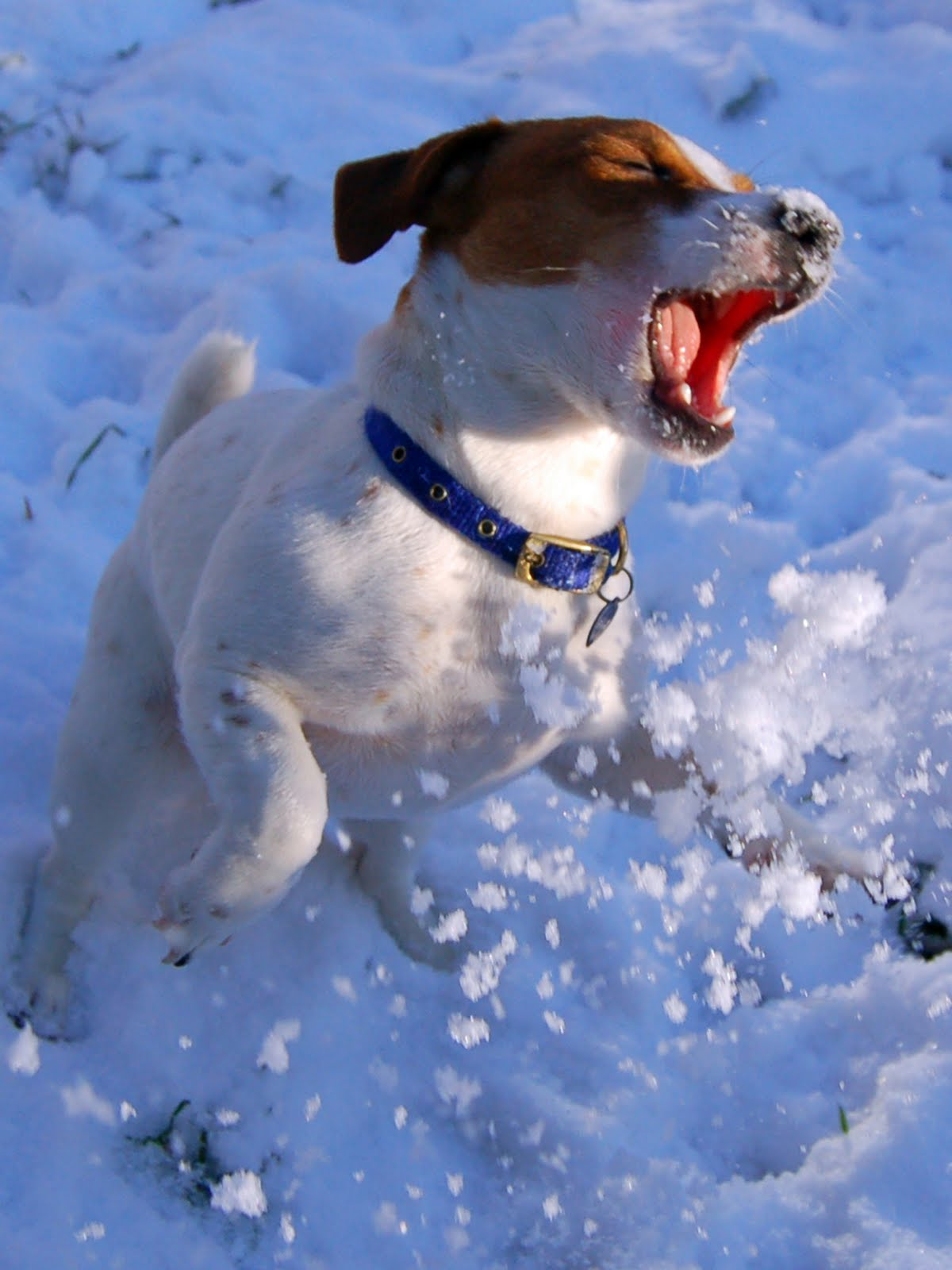
Jackrussellterriër in de sneeuw
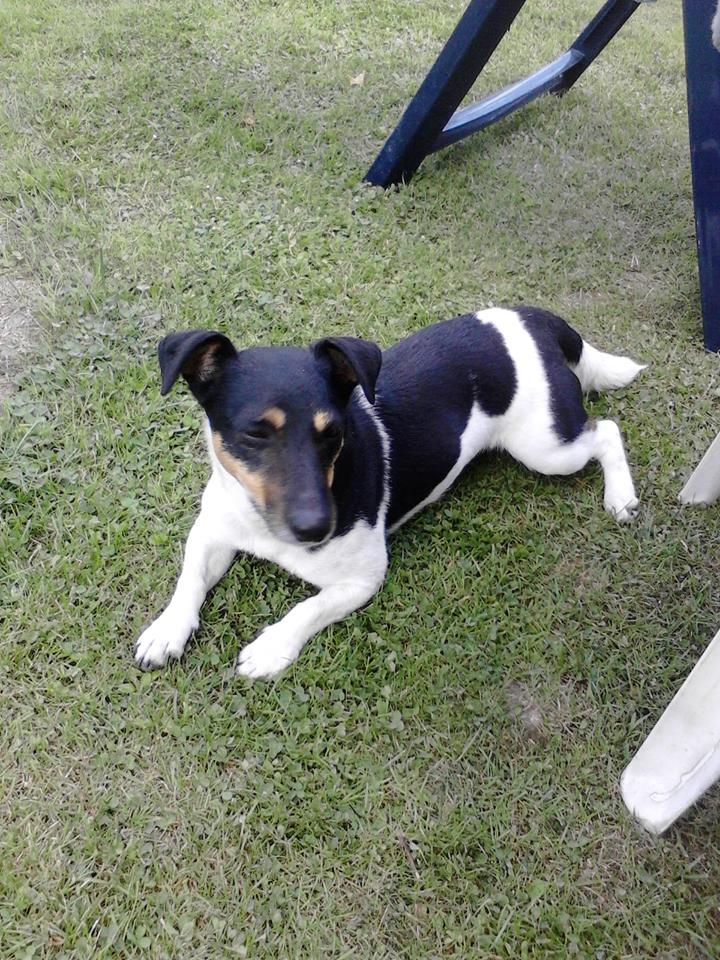
JackRussel, niet raszuiver, minder dan 50% wit.
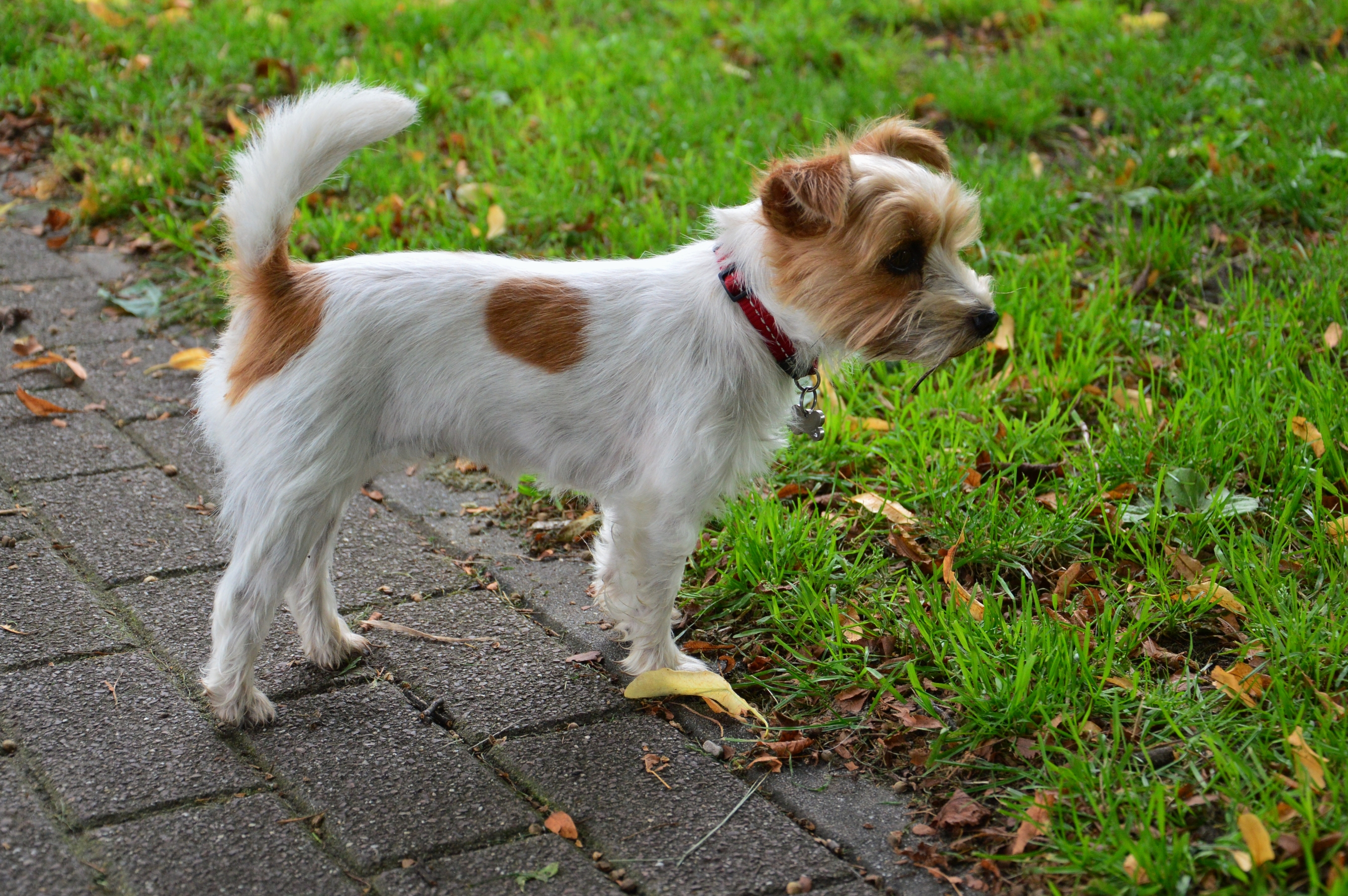
Langharige Jackrusselterriër.

Airedaleterriër ·
Amerikaanse staffordshireterriër ·
Australische silkyterriër ·
Australische terriër ·
Bedlingtonterriër ·
Borderterriër ·
Braziliaanse terriër ·
Bulterriër ·
Cairnterriër ·
Ceskyterriër ·
Dandie Dinmont-terriër ·
Duitse jachtterriër ·
Engelse toyterriër ·
Foxterriër ·
Glen of Imaalterriër ·
Ierse terriër ·
Irish soft-coated wheaten terrier ·
Jackrussellterriër ·
Japanse terriër ·
Kerry blue-terriër ·
Lakelandterriër ·
Manchesterterriër ·
Miniatuur Bulterriër ·
Norfolkterriër ·
Norwichterriër ·
Parson Russell-terriër ·
Schotse terriër ·
Sealyhamterriër ·
Skyeterriër ·
Staffordshire-bulterriër ·
Welsh terriër ·
West Highland white terrier ·
Yorkshireterriër